# Józef Werakso
Józef Werakso (ur. 4 marca?/16 marca 1897 w Mińsku, zm. 9 stycznia 1978 w Warszawie) – pułkownik pilot obserwator Wojska Polskiego, kawaler Orderu Virtuti Militari. Dowódca jedynej w lotnictwie II RP nocnej eskadry myśliwskiej.

## Życiorys
Syn Benedykta. W 1915 roku ukończył gimnazjum w Charkowie i został powołany do służby w armii Imperium Rosyjskiego. Został skierowany do oficerskiej Szkoły Piechoty w Kijowie, którą ukończył w 1917 roku. Otrzymał przydział do I Korpusu Polskiego, a po jego rozwiązaniu został zdemobilizowany.
W grudniu 1918 dotarł do Polski i wstąpił do odrodzonego Wojska Polskiego. Jako podporucznik rozpoczął służbę w mińskim pułku strzelców. Zgłosił się do służby w lotnictwie i w listopadzie 1921 rozpoczął szkolenie w Szkole Obserwatorów i Strzelców Lotniczych w Toruniu. Szkolenie ukończył w październiku 1922 roku i został przeniesiony do korpusu osobowego oficerów lotnictwa.
7 października otrzymał przydział do 6. eskadry wywiadowczej w Krakowie, gdzie służył do 30 czerwca 1924 roku. W lipcu został skierowany na szkolenie w Bydgoskiej Szkole Pilotów, które ukończył w październiku 1925 roku. Otrzymał przydział do służby w 3. pułku lotniczym w Poznaniu.
W styczniu 1926 został przeniesiony do Oficerskiej Szkoły Lotnictwa w Grudziądzu na stanowisko instruktora pilotażu. 3 maja tego roku został mianowany kapitanem ze starszeństwem z 1 lipca 1925 i 37. lokatą w korpusie oficerów aeronautycznych. W grudniu 1926 objął stanowisko dowódcy 1. eskadry szkolnej. W Grudziądzu, a następnie w Centrum Wyszkolenia Oficerów Lotnictwa w Dęblinie służył do marca 1930.
1 kwietnia 1930 przeszedł do 1. pułku lotniczego, 2 lipca objął dowództwo nowo powstałej 113. eskadry myśliwskiej nocnej (emn). Eskadra, pod jego dowództwem, uczestniczyła w sierpniu – wrześniu 1932 roku w ćwiczeniach 11. Grupy Artylerii (GA) za co otrzymała pochwałę dowódcy grupy płk. Rudolfa Underki. W listopadzie 1932 objął dowództwo II dywizjonu niszczycielskiego nocnego, które sprawował do marca 1933 roku. Następnie powrócił na stanowisko dowódcy 113. emn. Jednostka wzięła udział w lipcu 1933 w ćwiczeniach OPL w Brześciu, a następnie we wrześniu współpracowała ponownie z 11. GA. Również i za te ćwiczenia 113. emn otrzymała pochwałę dowódcy 11. GA.
W grudniu 1934 otrzymał przeniesienie do 4. pułku lotniczego w Toruniu, w którym 17 stycznia 1935 objął dowództwo 141. eskadry myśliwskiej. 27 czerwca tego samego roku został mianowany majorem ze starszeństwem z 1 stycznia 1935 roku i 11. lokatą w korpusie oficerów aeronautyki. Dowództwo eskadry zdał 3 października 1935, a w grudniu tego samego roku został przeniesiony do 1. pułku lotniczego w Warszawie, gdzie objął dowództwo 210. dywizjonu bombowego. W latach 1937–1938 był słuchaczem Wyższej Szkoły Lotniczej w Warszawie, którą ukończył w ramach II promocji. Na stopień podpułkownika został mianowany ze starszeństwem z 19 marca 1939 i 16. lokatą w korpusie oficerów lotnictwa.
Jego dywizjon walczył w kampanii wrześniowej w składzie Brygady Bombowej. 17 września przekroczył granicę i został internowany w Rumunii. Udało mu się uciec i przedostać do Francji, gdzie od 20 października 1939 do 20 maja 1940 przebywał w stacji zbornej w Le Bourget i w polskiej bazie na lotnisku w Lyon-Bron. Następnie został ewakuowany do Wielkiej Brytanii, gdzie wstąpił do Royal Air Force i otrzymał numer służbowy P-0972.
Od 25 września 1940 do 17 stycznia 1941 latał jako pilot w Kemble i Hullavington w 4. i 8. Ferry Pool Pilot, następnie do 20 stycznia 1943 służył jako pilot-oblatywacz w 38. Maintenance Unit w Llandow. Przeszedł dwumiesięczne przeszkolenie lotnicze w 16. Secondary Flying Training School oraz dwumiesięczne nawigacyjne w 3. Air Observer and Navigator School. 1 września 1943 otrzymał przydział do 304. dywizjonu bombowego i latał jako pierwszy pilot. Pod jego dowództwem załoga samolotu Wellington przeprowadziła atak na wynurzonego U-boota w nocy z 3 na 4 marca 1944, nie ustalono z jakim wynikiem.
2 czerwca 1943 objął dowództwo Elementary Flying Training School w Croughton, które sprawował do 15 czerwca 1945 roku. Następnie został odkomenderowany do Dowództwa Polskich Sił Powietrznych w Londynie. Został zdemobilizowany i w 1947 roku zdecydował się na powrót do Polski. W latach 1948–1952 pracował jako planista w Wytwórni Dźwigów Elektrycznych „Elektrodźwig” i Zjednoczeniu Urządzeń Dźwigowych. W 1952 roku został zatrudniony w Spółdzielni Pracy „Galex”, gdzie pracował początkowo jako główny księgowy a następnie jako dyrektor ds. finansowo-administracyjnych. W 1970 roku przeszedł na emeryturę. Należał do Klubu Seniorów Lotnictwa Aeroklubu PRL, był tam członkiem zarządu, skarbnikiem a także księgowym.
Zmarł 9 stycznia 1978 w Warszawie i został pochowany na Cmentarzu Wojskowym na Powązkach (kwatera II C 11 rząd: 2, grób: 9).

## Ordery i odznaczenia
W trakcie służby w polskim lotnictwie otrzymał odznaczenia:
- Krzyż Srebrny Virtuti Militari nr 4046 – 3 lutego 1922[18][19]
- Krzyż Niepodległości – 4 listopada 1933 „za pracę w dziele odzyskania niepodległości”[20]
- Krzyż Walecznych – czterokrotnie
- Złoty Krzyż Zasługi – 10 listopada 1938 „za zasługi w służbie wojskowej”[21]
- Krzyż Zasługi Wojsk Litwy Środkowej[22]
- Medal Lotniczy – czterokrotnie
- Polowa Odznaka Pilota[3]